# Metamorfoza (nuvelă)
„Metamorfoza” (în germană Die Verwandlung) este o nuvelă scrisă de Franz Kafka în 1912 și publicată prima oară în octombrie 1915 în revista Die Weißen Blätter. A fost republicată în volum în luna decembrie a aceluiași an la editura Kurt Wolff. Fraza de început a nuvelei, care confruntă subit cititorul cu un eveniment șocant și suprarealist, a rămas celebră: „Într-o bună dimineață, cînd Gregor Samsa se trezi în patul lui, după o noapte de vise zbuciumate, se pomeni metamorfozat într-o gânganie înspăimântătoare.” La nivel stilistic, Stanley Corngold consideră lucrarea o literalizare a unei metafore, deoarece Kafka transformă limbajul figurat (de exemplu, expresia „a se simți ca un parazit”) în limbaj propriu. Nuvela a rămas una din cele mai enigmatice opere ale secolului al XX-lea, generând numeroase interpretări, de la cele psihanalitice sau existențialiste, la cele religioase, marxiste sau etnico-istorice.

## Rezumat
Personajul principal al cărții este Gregor Samsa, un comis-voiajor obișnuit, care se trezește într-o dimineață transformat într-o insectă monstruoasă. Cu mintea încă confuză după o noapte de « vise zbuciumate », Samsa nu își conștientizează imediat noua natură, prima lui grijă fiind faptul că a întârziat și că șeful său îi va pedepsi neglijența. Crezându-l bolnav, mama, tatăl și sora Grete bat la ușa camerei lui și îl roagă să deschidă. După puțin timp, transformarea suferită de Gregor nu se mai poate ignora. Bărbatul are vocea schimbată și nu poate descinde din pat decât prin balansări atente ale corpului redimensionat, eforturi finalizate inevitabil cu o lovitură puternică de podea. Între timp, un procurist, trimis de șeful lui Samsa pentru a cerceta motivele întârzierii, îl presează să deschidă ușa cât mai repede. Gregor reușește, într-un final, să răsucească cheia cu gura, dar efectul apariției sale în cadrul ușii nu este cel pe care îl aștepta: mama leșină, procuristul refuză să îi asculte scuzele, iar tatăl său îl gonește înapoi în cameră cu un ziar și lovituri de baston. Samsa se rănește în timp ce încearcă să se strecoare prin ușă. 
Realizând că prin vocea lui de insectă nu se mai poate face înțeles, Samsa renunță să mai vorbească și se închide în sine. Grete îi aduce mâncare în fiecare zi, însă doar alimentele vechi și putrede îi mai stârnesc acum apetitul. Între timp, Samsa ascultă discuțiile familiale din camera alăturată. Tatăl său se decide să reînceapă lucrul la o bancă, pentru a susține financiar familia, responsabilitate care până atunci îi revenise fiului. Grete își găsește de asemenea o slujbă măruntă, visul ei, emulat de Gregor, de a urma conservatorul nemaiputându-se materializa. Samsa își descoperă o nouă pasiune, aceea de a se cățăra pe pereți și tavan, o activitate care îi induce o senzație euforică (glückliche Zerstreutheit) inexplicabilă. Pentru a-i ușura cățăratul, Grete și mama hotărăsc să mute mobila din camera tânărului. Samsa se simte tulburat însă, când vede că obiectele cu care era obișnuit de atâta timp încep să dispară. Disperat să salveze ce a mai rămas, el acoperă cu trupul fotografia înrămată a doamnei cu un boa de blană. Văzându-l pe perete în această poziție, mama lui Samsa leșină din nou. Gregor încearcă să o ajute pe Grete să-și îngrijească mama și părăsește astfel propria cameră pentru a doua oară, dar este atacat cu mere de tatăl său. Este grav rănit, iar un măr îi rămâne încrustat în carapace, unde începe să putrezească. Samsa suferă dureri crunte și își pierde agilitatea de înainte. Între timp, familia închiriază una din camerele apartamentului unor domni, trei la număr, care nu intuiesc nimic despre existența omului-insectă. Într-o seară, în timp ce Grete cântă la vioară, cei trei chiriași îl zăresc pe Gregor, atras în sufragerie de sunetul muzicii. Scandalul care izbucnește o face pe Grete să realizeze că nu se mai poate face nimic în cazul fratelui ei și că trebuie să se debaraseze de el. Simțindu-se respins și nedorit de întreaga familie, Gregor Samsa se stinge în singurătate, cadavrul lui fiind descoperit de femeia de serviciu. Nuvela continuă prin descrierea planurilor părinților de a se muta, de a-și reface viața și de a-i găsi Gretei un soț, pentru că tânăra fată pare să fi ajuns la vârsta maturității.

## Personaje

### Gregor Samsa
Gregor Samsa este un comis-voiajor tânăr, neînsurat, care trăiește împreună cu părinții și sora lui, Grete, fiind principalul susținător al familiei, până la momentul metamorfozei. Cu toate că lucrează de cinci ani, fără să fi fost niciodată bolnav, lui Samsa propria slujbă i se pare o corvoadă. Faptul că trebuie să se trezească de dimineață pentru a prinde trenul la ora cinci, precum și modul deosebit de exigent în care îl tratează șeful îl fac pe Samsa să viseze, fără speranță, la viața unor colegi de breaslă care huzuresc « ca niște cadâne în harem ». Motivele pentru care eroul se transformă pe neașteptate într-un gândac nu sunt cunoscute, însă Samsa își acceptă noua natură fără să se revolte și așteaptă răbdător să revină la forma umană. Obsesiile lui se leagă mereu de ce vor crede ceilalți: cum va reacționa șeful că a întârziat? de ce nu îi ascultă procuristul explicațiile? cum să își liniștescă mama?

### Tatăl
Tatăl lui Samsa suferă de asemenea o metamorfoză. Înainte de a redeveni capul familiei, el era un bătrân neputincios și indolent, pe care falimentul suferit cu cinci ani în urmă l-a redus la un stadiu de pasivitate și dependență față de fiul său. Gregor își amintește că îl găsea de obicei « ghemuit în pat, ostenit » sau « îmbrăcat în halat, șezând în fotoliu  » și că se slujea de un baston pentru a se putea deplasa. După metamorfoza lui Samsa, tatăl întinerește într-un mod spectaculos: se angajează la o bancă, poartă « uniformă albastră, strânsă pe corp, cu nasturi aurii » și are o privire « vioaie și tânără  ». Mai mult, își asumă rolul de apărător al familiei, împotriva monstruozității fiului, pe care îl ține la distanță cu lovituri de baston.   

### Mama
Mama lui Gregor oscilează în mod tragic între atașamentul pe care îl are față de fiul ei și groaza, repulsia față de monstrul în care s-a transformat. Când îl vede pe Samsa, prima ei reacție este edificatoare: face doi pași în față spre el, apoi își pierde cunoștința. Mai târziu, tatăl și Grete trebuie să o oprească cu forța să nu intre în camera lui Samsa, iar ea se tânguie „Lăsați-mă să intru la Gregor, la bietul meu băiat nefericit! Nu pricepeți că trebuie să mă duc la el?”. Fără să vrea, mama îl atrage pe Gregor în capcana tatălui, deoarece, după cel de-al doilea leșin al ei, protagonistul se aventurează din nou în afara camerei, iar îndrăzneala lui se dovedește a fi fatală.

### Grete
Grete Samsa, sora mai mică, de șaptesprezece ani, a lui Gregor, parcurge un alt fel de metamorfoză și se maturizează, atât în gândire cât și ca fizic, devenind, așa cum constată părinții la finalul nuvelei, « o fată frumoasă, cu forme pline ». Ea reușește să trateze situația fratelui ei cu mai multă luciditate decât părinții, fiind cea care îi aduce mâncare, îi deretică camera și îi arată înțelegere. Se angajează de asemenea la un magazin, cu toate că talentul și visurile ei vizau lumea muzicii. Eforturile Gretei pot fi interpretate și ca o dorință de a se poziționa în cadrul familiei. Decizia ei de la finalul nuvelei, « Trebuie să ne descotorosim de el », se imprimă în gândirea lui Gregor Samsa asemeni unei sentințe. Privat de simpatia surorii, protagonistul conștientizează că moartea lui este necesară fericirii celorlalți.